# Franz Pichler von Deeben
Franz Pichler von Deeben (Vienna, 13 febbraio 1823 – ...) è stato un militare austriaco.

## Biografia
Nato a Vienna il 13 febbraio 1823 in una famiglia aristocratica, figlio di un capitano della cavalleria dell'esercito austriaco.
Arruolatosi nell'esercito imperiale austriaco il 25 ottobre 1834, Pichler frequentò l'Accademia Militare Teresiana di Wiener Neustadt. Promosso tenente il 16 febbraio 1846, prestò servizio in Italia nel 59º Reggimento di fanteria "Arciduca Ranieri" e nel 3º Reggimento di fanteria "Duca Carlo". Combatté nelle guerre di indipendenza del 1848, 1849 e nel 1859, ove si distinse, con il grado di capitano,  nella battaglia di Montebello tale da essere decorato con la croce di guerra. Il 13 luglio 1859 fu promosso al grado di maggiore.
Nel 1866 con lo scoppio della terza guerra di indipendenza,  comandò le forze austriache che  contrastarono la colonna italiana del generale Giacomo Medici avanzante in Valsugana, ove rimediò, seppure in forte inferiorità numerica, tre pesanti sconfitte a Primolano il 22 luglio, a Borgo Valsugana il 23  e a Levico Terme il 23-24, quando fu rilevato nel comando dal generale Carl Kaim von Kaimthal sopraggiunto dalle Giudicarie con i rinforzi necessari.
Nel 1867 fu decorato della croce di cavaliere dell'ordine Imperiale di Leopoldo per essersi distinto nel corso delle operazioni militari in Tirolo.